# Flux d'Stokes

Un objecte que es mou a través d'un gas o líquid experimenta una força en direcció oposada al seu moviment. La velocitat terminal s'aconsegueix quan la força d'arrossegament és igual en magnitud però oposada en direcció a la força que impulsa l'objecte. Es mostra una esfera en flux de Stokes, amb un nombre de Reynolds molt baix.

El flux d'Stokes (anomenat així per George Gabriel Stokes), també anomenat flux reptant o moviment reptant, és un tipus de flux de fluids on les forces inercials advectives són petites en comparació amb les forces viscoses. El nombre de Reynolds és baix, és a dir, {\displaystyle \mathrm {Re} \ll 1}. Aquesta és una situació típica en fluxos on les velocitats del fluid són molt lentes, les viscositats són molt grans o les escales de longitud del flux són molt petites. El flux reptant es va estudiar per primera vegada per comprendre la lubricació. A la natura, aquest tipus de flux es produeix en la natació de microorganismes i espermatozoides. En tecnologia, es produeix en pintura, dispositius MEMS i, en general, en el flux de polímers viscosos.
Les equacions de moviment per al flux de Stokes, anomenades equacions de Stokes, són una linealització de les equacions de Navier-Stokes i, per tant, es poden resoldre mitjançant diversos mètodes coneguts per a equacions diferencials lineals. La funció principal de Green del flux de Stokes és la de Stokeslet, que s'associa amb una força puntual singular immersada en un flux de Stokes. A partir de les seves derivades, es poden obtenir altres solucions fonamentals. L'Stokeslet va ser derivat per primera vegada per Oseen el 1927, tot i que no va ser anomenat així fins al 1953 per Hancock. Les solucions fonamentals de forma tancada per als fluxos generalitzats no estacionaris de Stokes i Oseen associats amb moviments de translació i rotació arbitraris dependents del temps s'han derivat per als fluids newtonians i micropolars.

## Equacions d'Stokes
L'equació del moviment per al flux de Stokes es pot obtenir linealitzant les equacions de Navier-Stokes en estat estacionari. Se suposa que les forces inercials són insignificants en comparació amb les forces viscoses, i l'eliminació dels termes inercials del balanç de moments a les equacions de Navier-Stokes el redueix al balanç de moments a les equacions de Stokes:
{\displaystyle {\boldsymbol {\nabla }}\cdot \sigma +\mathbf {f} ={\boldsymbol {0}}}
on {\displaystyle \sigma } és la tensió (suma de les tensions viscoses i de pressió), i {\displaystyle \mathbf {f} } una força corporal aplicada. Les equacions completes de Stokes també inclouen una equació per a la conservació de la massa, que normalment s'escriu en la forma:
{\displaystyle {\frac {\partial \rho }{\partial t}}+\nabla \cdot (\rho \mathbf {u} )=0}
on {\displaystyle \rho } és la densitat del fluid i {\displaystyle \mathbf {u} } la velocitat del fluid. Per obtenir les equacions de moviment per a un flux incompressible, se suposa que la densitat, {\displaystyle \rho }, és una constant.
A més, ocasionalment es poden considerar les equacions de Stokes inestacionàries, en què el terme {\displaystyle \rho {\frac {\partial \mathbf {u} }{\partial t}}} s'afegeix al costat esquerre de l'equació de balanç de momentum.

### Propietats
Les equacions de Stokes representen una simplificació considerable de les equacions completes de Navier-Stokes, especialment en el cas newtonià incompressible.  Són la simplificació d'ordre principal de les equacions completes de Navier-Stokes, vàlides en el límit distingit {\displaystyle \mathrm {Re} \to 0.}
Instantaneïtat
Un flux de Stokes no té cap dependència del temps, excepte a través de condicions de contorn dependents del temps. Això significa que, donades les condicions de contorn d'un flux de Stokes, el flux es pot trobar sense conèixer-lo en qualsevol altre moment.
Reversibilitat temporal
Una conseqüència immediata de la instantaneïtat, la reversibilitat temporal significa que un flux de Stokes invertit en el temps resol les mateixes equacions que el flux de Stokes original. Aquesta propietat de vegades es pot utilitzar (juntament amb la linealitat i la simetria en les condicions de contorn) per obtenir resultats sobre un flux sense resoldre'l completament. La reversibilitat del temps significa que és difícil barrejar dos fluids utilitzant un flux lenta.

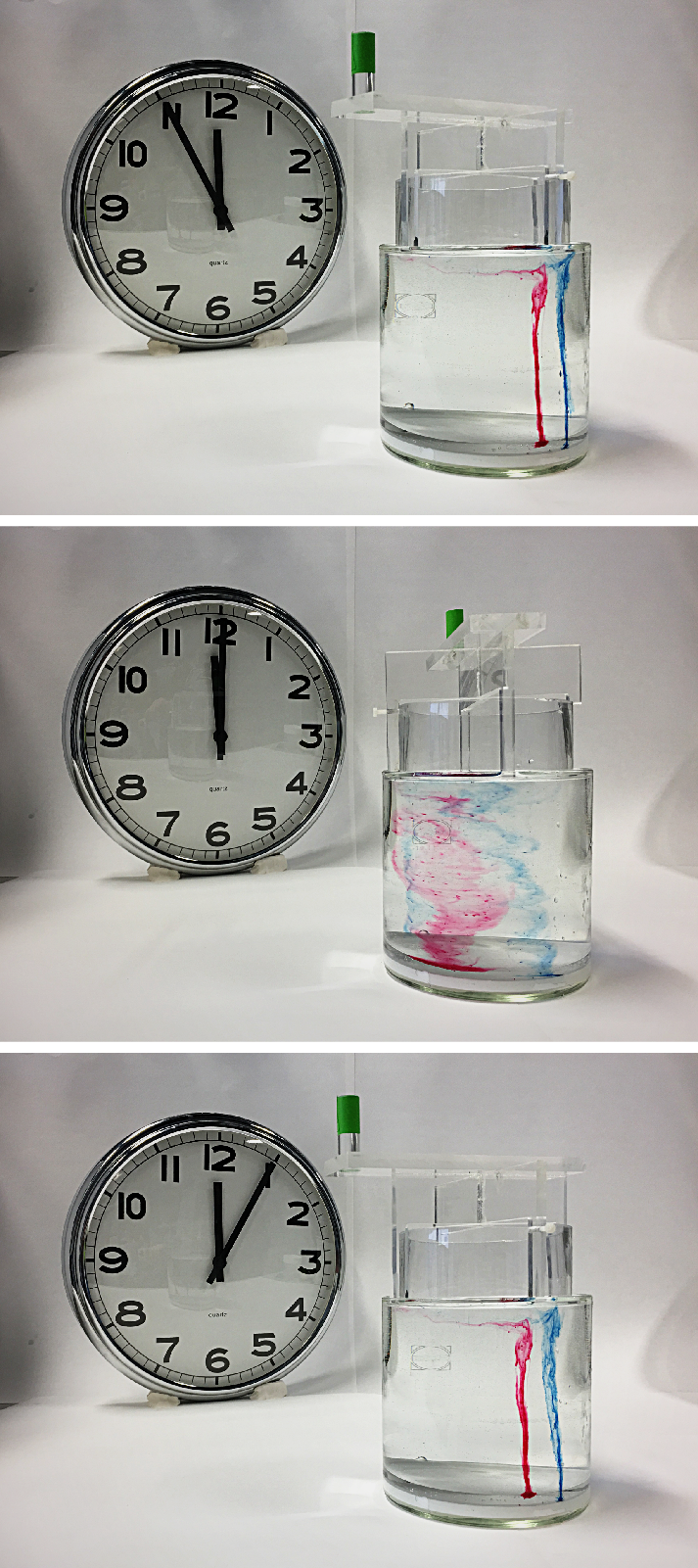
Reversibilitat temporal dels fluxos de Stokes: s'ha injectat colorant en un fluid viscós intercalat entre dos cilindres concèntrics (panell superior). El cilindre central es gira per cisallar el colorant en una espiral, vist des de dalt. El colorant sembla estar barrejat amb el fluid vist des del costat (panell central). Aleshores s'inverteix la rotació, de manera que el cilindre torna a la seva posició original. El colorant es "desbarreja" (panell inferior). La inversió no és perfecta perquè es produeix una certa difusió del colorant.

Si bé aquestes propietats són certes per a fluxos de Stokes newtonians incompressibles, la naturalesa no lineal i de vegades dependent del temps dels fluids no newtonians significa que no es compleixen en el cas més general.

### Demostració de reversibilitat temporal
Un sistema Taylor-Couette pot crear fluxos laminars en què cilindres concèntrics de fluid es mouen els uns al costat dels altres en una espiral aparent. Un fluid com el xarop de blat de moro amb alta viscositat omple l'espai entre dos cilindres, amb regions acolorides del fluid visibles a través del cilindre exterior transparent. Els cilindres giren un respecte a l'altre a baixa velocitat, cosa que juntament amb l'alta viscositat del fluid i la primesa de l'espai lliure dóna un nombre de Reynolds baix, de manera que la barreja aparent de colors és en realitat laminar i es pot invertir aproximadament a l'estat inicial. Això crea una demostració espectacular de com es barreja un fluid i després es desbaralla invertint la direcció del mesclador.

## Flux incompressible de fluids newtonians
En el cas comú d'un fluid newtonià incompressible, les equacions de Stokes prenen la forma (vectoritzada):
{\displaystyle {\begin{aligned}\mu \nabla ^{2}\mathbf {u} -{\boldsymbol {\nabla }}p+\mathbf {f} &={\boldsymbol {0}}\\{\boldsymbol {\nabla }}\cdot \mathbf {u} &=0\end{aligned}}}
on {\displaystyle \mathbf {u} } és la velocitat del fluid, {\displaystyle {\boldsymbol {\nabla }}p} és el gradient de pressió, {\displaystyle \mu } és la viscositat dinàmica, i {\displaystyle \mathbf {f} } una força corporal aplicada. Les equacions resultants són lineals en velocitat i pressió, i per tant poden aprofitar una varietat de solucionadors d'equacions diferencials lineals.

### Coordenades cartesianes
Amb el vector velocitat expandit com a {\displaystyle \mathbf {u} =(u,v,w)} i de manera similar el vector de força corporal {\displaystyle \mathbf {f} =(f_{x},f_{y},f_{z})}, podem escriure l'equació vectorial explícitament,
{\displaystyle {\begin{aligned}\mu \left({\frac {\partial ^{2}u}{\partial x^{2}}}+{\frac {\partial ^{2}u}{\partial y^{2}}}+{\frac {\partial ^{2}u}{\partial z^{2}}}\right)-{\frac {\partial p}{\partial x}}+f_{x}&=0\\\mu \left({\frac {\partial ^{2}v}{\partial x^{2}}}+{\frac {\partial ^{2}v}{\partial y^{2}}}+{\frac {\partial ^{2}v}{\partial z^{2}}}\right)-{\frac {\partial p}{\partial y}}+f_{y}&=0\\\mu \left({\frac {\partial ^{2}w}{\partial x^{2}}}+{\frac {\partial ^{2}w}{\partial y^{2}}}+{\frac {\partial ^{2}w}{\partial z^{2}}}\right)-{\frac {\partial p}{\partial z}}+f_{z}&=0\\{\partial u \over \partial x}+{\partial v \over \partial y}+{\partial w \over \partial z}&=0\end{aligned}}}
Arribem a aquestes equacions fent les suposicions que {\displaystyle \mathbb {P} =\mu \left({\boldsymbol {\nabla }}\mathbf {u} +({\boldsymbol {\nabla }}\mathbf {u} )^{\mathsf {T}}\right)-p\mathbb {I} } i la densitat {\displaystyle \rho } és una constant.

### Mètodes de solució

#### Per funció de flux
L'equació per a un flux de Stokes newtonià incompressible es pot resoldre mitjançant el mètode de la funció de corrent en casos planars o en casos axisimètrics tridimensionals.
| Tipus de funció                                 | Geometria                | Equació |
| ----------------------------------------------- | ------------------------ | --- |
| Funció de flux, {\displaystyle \psi }           | Planar 2D                | {\displaystyle \nabla ^{4}\psi =0} o {\displaystyle \Delta ^{2}\psi =0} (equació biharmònica) |
| funció de flux de Stokes, {\displaystyle \Psi } | esfèric en 3D            | {\displaystyle E^{2}\Psi =0,} on {\displaystyle E={\partial ^{2} \over \partial r^{2}}+{\sin {\theta } \over r^{2}}{\partial \over \partial \theta }\left({1 \over \sin {\theta }}{\partial \over \partial \theta }\right)} |
| funció de flux de Stokes, {\displaystyle \Psi } | cilíndric tridimensional | {\displaystyle L_{-1}^{2}\Psi =0,} on {\displaystyle L_{-1}={\frac {\partial ^{2}}{\partial z^{2}}}+{\frac {\partial ^{2}}{\partial \rho ^{2}}}-{\frac {1}{\rho }}{\frac {\partial }{\partial \rho }}}                      |

#### Per la funció de Green: l'Stokeslet
La linealitat de les equacions de Stokes en el cas d'un fluid newtonià incompressible significa que una funció de Green, {\displaystyle \mathbb {J} (\mathbf {r} )}, existeix. La funció de Green es troba resolent les equacions de Stokes amb el terme de forçament substituït per una força puntual que actua a l'origen i les condicions de contorn que s'anul·len a l'infinit:
{\displaystyle {\begin{aligned}\mu \nabla ^{2}\mathbf {u} -{\boldsymbol {\nabla }}p&=-\mathbf {F} \cdot \mathbf {\delta } (\mathbf {r} )\\{\boldsymbol {\nabla }}\cdot \mathbf {u} &=0\\|\mathbf {u} |,p&\to 0\quad {\mbox{as}}\quad r\to \infty \end{aligned}}}
on {\displaystyle \mathbf {\delta } (\mathbf {r} )} és la funció delta de Dirac, i {\displaystyle \mathbf {F} \cdot \delta (\mathbf {r} )} representa una força puntual que actua a l'origen. La solució per a la pressió p i la velocitat u amb | u | i p anul·lant-se a l'infinit ve donada per
{\displaystyle \mathbf {u} (\mathbf {r} )=\mathbf {F} \cdot \mathbb {J} (\mathbf {r} ),\qquad p(\mathbf {r} )={\frac {\mathbf {F} \cdot \mathbf {r} }{4\pi |\mathbf {r} |^{3}}}}
on
{\displaystyle \mathbb {J} (\mathbf {r} )={1 \over 8\pi \mu }\left({\frac {\mathbb {I} }{|\mathbf {r} |}}+{\frac {\mathbf {r} \mathbf {r} }{|\mathbf {r} |^{3}}}\right)}
és un tensor de segon rang (o més exactament un camp tensorial) conegut com a tensor d'Oseen (en honor a Carl Wilhelm Oseen). Aquí, r r és una quantitat tal que {\displaystyle \mathbf {F} \cdot (\mathbf {r} \mathbf {r} )=(\mathbf {F} \cdot \mathbf {r} )\mathbf {r} }.